# ハワイ (インド)
座標: 北緯27度53分7秒 東経96度48分37秒 / 北緯27.88528度 東経96.81028度
ハワイ (ヒンディー語: हवाइ, ラテン文字転写: Hawai) は、インド北東部アルナーチャル・プラデーシュ州アンジョー県の県都。ロヒット川の左岸、標高1296mに位置している。
ハワイという地名は、カマン・ミシュミ (Kaman Mishmi) と称されるミジュ・ミシュミ族の言葉で「池」を意味し、町の中央には、かつての池が水田や養魚場となって痕跡が残っている。

## 人口
2011年のインド国勢調査によれば、ハワイの人口は 982人で、そのうち 625人が男性、357人が女性である。0-6歳の子どもは 83人で、ハワイの全人口の 8.45% である。識字率の平均は 80.31%,で、州平均の 65.38% や全国平均の74.04%よりも高い。
男性の識字率は 76.79%、女性は 86.90%である。男性1000人あたりの女性数は 571人で、州平均の 938人より少ない。ただし、子どもの性比は、男性1000人あたりの女性数は 1128人で、州平均の 972人より多い。

### 宗教
| ハワイの宗教 | ハワイの宗教 | ハワイの宗教 | ハワイの宗教 | ハワイの宗教 |
| ------------ | ------------ | ------------ | ------------ | ------------ |
| 宗教         |              |              | パーセント   |              |
| ヒンドゥー教 | ヒンドゥー教 |              | 87.78%       | 87.78%       |
| イスラム教   | イスラム教   |              | 8.45%        | 8.45%        |
| キリスト教   | キリスト教   |              | 2.44%        | 2.44%        |
| 仏教         | 仏教         |              | 1.32%        | 1.32%        |
| その他       | その他       |              | 0.01%        | 0.01%        |

2011年の国勢調査によれば、人口の 87.78% はヒンドゥー教、8.45% はイスラム教、2.44% はキリスト教、1.32% は仏教を信仰している。

### 言語
ハワイの言語 (2011)
2011年の国勢調査によれば、ミシュミ語話者は381人、ネパール語話者は166人、ベンガル語話者は103人、ヒンディー語とアッサム語の話者はそれぞれ66人である。

## ハワイ郡
2011年の国勢調査によれば、ハワイを中心とするハワイ郡は、62の村から成り、1,731 km²の領域に合わせて5,009人が住んでいる。

## メディア
ハワイには、「アカシュヴァニ・ハワイ (Akashvani Hawai)」として知られるオール・インディア・ラジオの中継局があり、放送はFM100.1MHzでおこなわれている。

## 金融
ハワイには、インドステイト銀行の店舗がある。